# Trachischium sushantai
Trachischium sushantai — вид змій родини полозових (Colubridae). Ендемік Індії. Описаний у 2018 році.

## Поширення і екологія
Trachischium sushantai відомі за типовим зразком, зібраним в околицях Джамму, на висоті 3000 м над рівнем моря. Вони живуть у помірних соснових лісах.